# Colobanthus
Colobanthus je rod trajnica ili polugrmova iz porodice klinčićevki. Jedna je od dvije biljne vrste koje uspijevaju rasti na Antarktiki. Raširena je po Južnoj Americi (Ande), Australiji, Novom Zelandu i otočju Kerguelen,  Auckland, otočju Campbell, Falklandima i Antarktičkom poluotoku.

## Vrste
1. Colobanthus acicularis Hook.f.
2. Colobanthus affinis (Hook.) Hook.f.
3. Colobanthus apetalus (Labill.) Druce
4. Colobanthus bolivianus Pax
5. Colobanthus brevisepalus Kirk
6. Colobanthus buchananii Kirk
7. Colobanthus caespitosus Colenso
8. Colobanthus canaliculatus Kirk
9. Colobanthus curtisiae J.G.West
10. Colobanthus hookeri Cheeseman
11. Colobanthus kerguelensis Hook.f.
12. Colobanthus lycopodioides Griseb.
13. Colobanthus masonae L.B.Moore
14. Colobanthus monticola Petrie
15. Colobanthus muelleri Kirk.
16. Colobanthus muscoides Hook.f.
17. Colobanthus nivicola M.Gray
18. Colobanthus quitensis (Kunth) Bartl.
19. Colobanthus repens Colenso
20. Colobanthus squarrosus Cheeseman
21. Colobanthus strictus (Cheeseman) Cheeseman
22. Colobanthus subulatus (d´Urv.) Hook.f.
23. Colobanthus wallii Petrie